# Squeeze (album)
Pour les articles homonymes, voir Squeeze.
Albums de The Velvet Underground
Live at Max's Kansas City
(1972) 1969: The Velvet Underground Live
(1974)
Squeeze est le cinquième et dernier album studio publié sous le nom du Velvet Underground.
En fait, après les départs ou renvois successifs de Nico, John Cale, Lou Reed et Sterling Morrison, le chanteur et musicien Doug Yule, qui n'avait rejoint le groupe qu'à mi-parcours, se retrouve seul aux manettes, si bien que Squeeze est souvent davantage considéré comme son album solo que comme un album du Velvet Underground.
Les fans considèrent souvent que Squeeze est une tentative opportuniste de Steve Sesnick, le manager historique du groupe depuis son départ de la Factory d'Andy Warhol, de gagner un peu d'argent avec ce qu'il restait alors du Velvet Underground. Lou Reed lui-même n'a jamais considéré Squeeze comme faisant partie de la discographie du groupe.
Les chansons de l'album ont été enregistrés par Doug Yule avec l'aide de Ian Paice, batteur de Deep Purple, d'un saxophoniste prénommé « Malcolm » et de choristes anonymes.
Au cours d'une ultime tournée, le manager Steve Sesnick abandonne le groupe, puis Doug Yule saborde le Velvet Underground. Il retrouvera ensuite Lou Reed pour les albums Sally Can't Dance et Coney Island Baby.

## Titres
Tous les titres ont été composés par Doug Yule.

### Face A
1. Little Jack – 3:25
2. Crash – 1:21
3. Caroline – 2:34
4. Mean Old Man – 2:52
5. Dopey Joe – 3:06
6. Wordless – 3:00

### Face B
1. She'll Make You Cry – 2:43
2. Friends – 2:37
3. Send No Letter – 3:11
4. Jack & Jane – 2:53
5. Louise – 5:43